# Holger Raasch
Holger Raasch (* in Quedlinburg) ist ein ehemaliger deutscher Diplomat, der zuletzt von 2007 bis 2009 Generalkonsul in Toronto war.

## Leben
Nach dem Abitur studierte Raasch von 1966 bis 1970 Rechtswissenschaften und befand sich nach dem Ersten Juristischen Staatsexamen von 1971 bis 1975 im juristischen Vorbereitsdienst, ehe er 1975 das Zweite Juristische Staatsexamen ablegte.
1975 trat er in den Auswärtigen Dienst ein und fand nach Abschluss der Laufbahnprüfung für den höheren Dienst zunächst 1977 Verwendung im Auswärtigen Amt in Bonn und danach zwischen 1978 und 1981 an der Botschaft Kinshasa, Zaire. Anschließend war er von 1981 bis 1983 Ständiger Vertreter des Generalkonsuls in Detroit und dann Referent im Auswärtigen Amt in Bonn, ehe er zwischen 1986 und 1989 Verwendung an der Botschaft Oslo, Norwegen fand.
Im Anschluss war Raasch von 1989 bis 1993 stellvertretender Referatsleiter im Auswärtigen Amt und war danach bis 1997 für eine Tätigkeit bei der SPD beurlaubt. Nach seiner darauf folgenden Rückkehr ins Auswärtige Amt war er zwischen 1998 und 2000 zuerst Referatsleiter und daraufhin zwischen 2000 und 2006 Abteilungsleiter im Auswärtigen Amt sowie zuletzt bis 2007 Rechtsberater des Auswärtigen Amtes.
2007 wurde Holger Raasch als Nachfolger des in den Ruhestand getretenen Klaus Rupprecht Generalkonsul in Toronto und bekleidete dieses Amt bis zu seiner Versetzung in den Ruhestand und Ablösung durch Sabine Sparwasser im Jahr 2009.